# Китайська туш

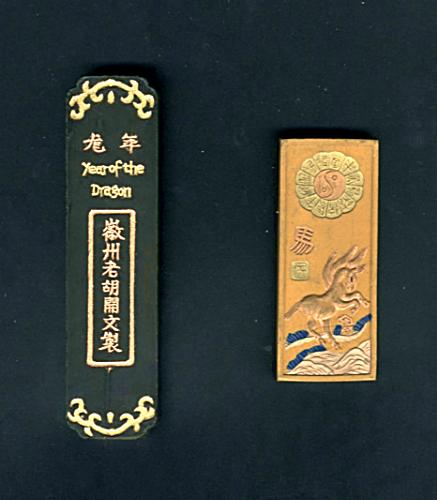
Два види туші сорту «Ху Кай-вень»

 Туш китайська  (墨 mò) — фарба для каліграфії і малювання, одна з чотирьох коштовностей робочого кабінету. Має безліч відмінностей від туші, виробленої на Заході.

## Склад і виготовлення

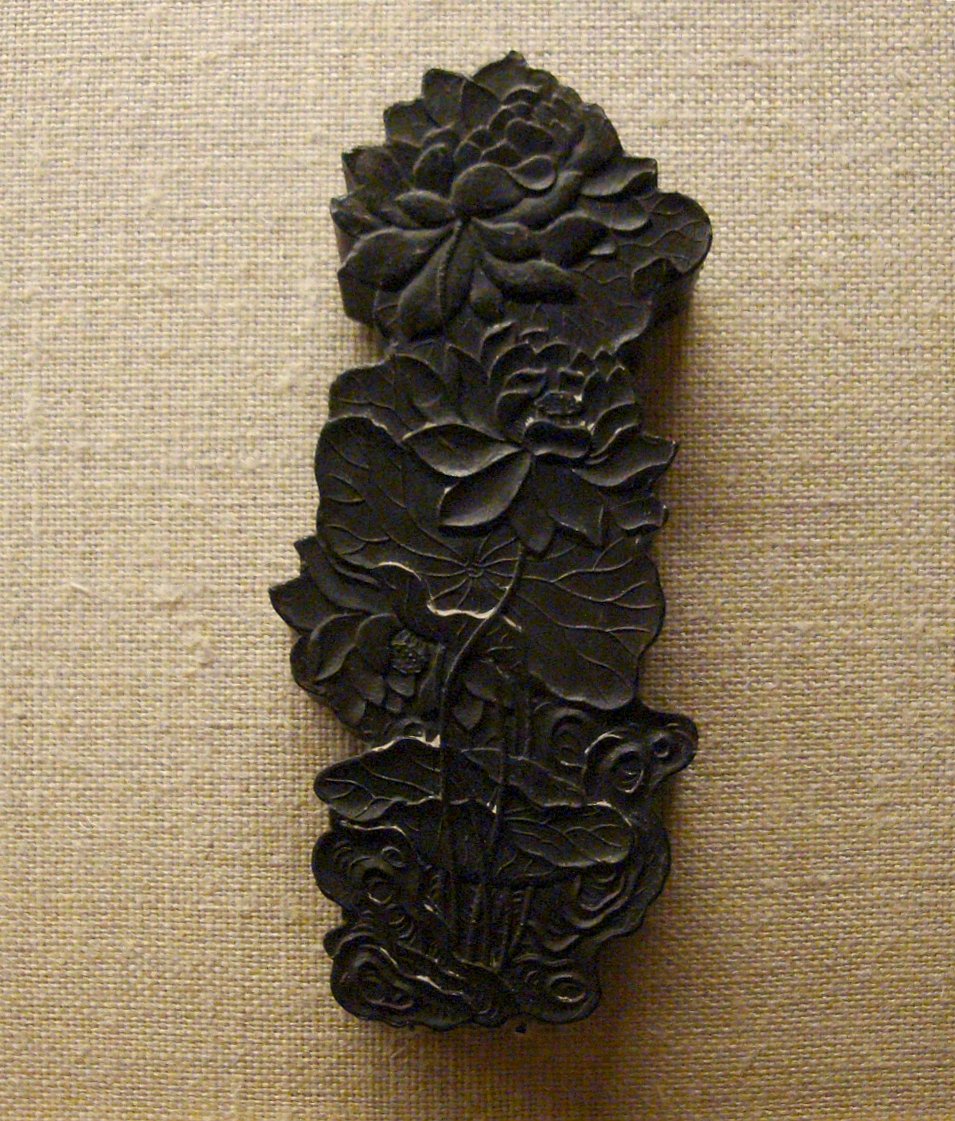
Зроблений у дореволюційному Китаї брусок туші у вигляді листя і квітів лотоса

Туш для каліграфії готується з сажі і клею тваринного походження. Для збереження і в естетичних цілях можуть додаватися інші інгредієнти.
Для отримання сажі можуть спалюватися:
- смоли різних порід дерева, наприклад смола сосни;
- рослинні олії, наприклад: конопляна, тунгова (桐油), соєва, олія чайного насіння[1] ;
- жири тваринного походження;
- Натуральні мінерали.

Як сполучна речовина може використовуватися риб'ячий клей, кістковий клей, яєчний білок.
Склад і пропорція компонентів визначають особливості сорту туші: відтінок кольору, блиск, розчинність у воді. Для поліпшення різних властивостей туші в неї додавалися пахощі (сандал), прянощі (гвоздика, мускус), екстракти лікарських рослин, перламутровий пил.
Сажа від перепаленої смоли, після спеціальної обробки, пресується в бруски і витримується при певній температурі і вологості необхідну кількість часу.
Компоненти змішуються в точній пропорції в тістоподібну масу і місяться, поки маса не стане одноманітною. Отриману масу ріжуть на шматки, запресовують у форми і повільно сушать. Погано приготована туш через неточне дозування, нерівномірне промішування або сушіння може тріскатися і розпадатися.
Дешеві сорти туші, виготовлені за спрощеною технологією, для каліграфії рекомендують не використовувати, оскільки вони погано лягають на папір і призводять до вироблення невірних навичок при заняттях.
Майстер каліграфії здатний визначити якість туші по щільності, запаху, звуку при постукуванні об твердий предмет.
Бруски туші часто художньо оформляються. Дорогі сорти додатково поміщаються в спеціальні футляри з цінних порід дерева, оброблених шовком.

## Використання
Перед початком письма туш розтирають з невеликою кількістю води на спеціальному майданчику — тушечниці. Найпоширеніший матеріал, з якого роблять тушечниці — камінь. Якщо туш високої якості, то при її правильному розведенні виходить густа, трохи тягуча масляниста рідина.
Під час занять каліграфією брусок туші кладуть на спеціальну підставку  мо-чуань  (墨 床). Після завершення роботи туш просушують і прибирають у футляр.

## Деякі види китайської туші
- Туш із сажі на основі олій 油烟 墨
- Особлива туш з сажі 特 烟 墨
- Туш із соснової сажі 松 烟 墨
- Сорт Цінмо 青 墨
- Кольорова туш 彩色 墨
- Рідка туш 墨汁